# Bulgaria ai Giochi della XVI Olimpiade
La Bulgaria ha partecipato ai Giochi della XVI Olimpiade che si sono svolti a Melbourne dal 22 novembre all'8 dicembre 1956 
ed a Stoccolma dall'11 al 17 giugno dello stesso anno (solo per gli eventi equestri) 
con una delegazione di 47 atleti, di cui 3 donne, impegnati in 7 discipline,
aggiudicandosi 1 medaglia d'oro, 3 medaglie d'argento e 1 medaglia di bronzo.

## Medagliere

### Per discipline
| Sport              | Oro | Argento | Bronzo | Totale |
| ------------------ | --- | ------- | ------ | ------ |
| Lotta libera       | 1   | 1       | 0      | 2      |
| Lotta greco-romana | 0   | 2       | 0      | 2      |
| Calcio             | 0   | 0       | 1      | 1      |
| Totale             | 1   | 3       | 1      | 5      |

### Medaglie
| Medaglia | Atleta           | Sport              | Evento             |
| -------- | ---------------- | ------------------ | ------------------ |
| Oro      | Nikola Stanchev  | Lotta libera       | Pesi medi          |
| Argento  | Dimitǎr Dobrev   | Lotta greco-romana | Pesi medi          |
| Argento  | Petko Sirakov    | Lotta greco-romana | Pesi medio-massimi |
| Argento  | Yusein Mekhmedov | Lotta libera       | Pesi massimi       |
| Bronzo   | Bulgaria         | Calcio             | Torneo maschile    |

## Risultati

### Calcio
| Atleta | Classifica |                     |
| --- | --- | ------------------- |
| V · D · M Nazionale olimpica bulgara · Calcio ai Giochi Olimpici Estivi 1956 1 Janev · 2 Stojanov · 3 Diev · 5 Najdenov · 6 Milanov · 7 Kolev · 9 Josifov · 10 Goranov · 11 Rakarov · 12 Panajotov · 13 Manolov · 14 Kirčev · 18 Kovačev · 19 Nikolov · 20 Božkov · CT : Ormandžiev | Bronzo |                     |
| Nazionale olimpica bulgara · Calcio ai Giochi Olimpici Estivi 1956 | |                     |
| 1 Janev · 2 Stojanov · 3 Diev · 5 Najdenov · 6 Milanov · 7 Kolev · 9 Josifov · 10 Goranov · 11 Rakarov · 12 Panajotov · 13 Manolov · 14 Kirčev · 18 Kovačev · 19 Nikolov · 20 Božkov · CT: Ormandžiev                                                                               | 1 Janev · 2 Stojanov · 3 Diev · 5 Najdenov · 6 Milanov · 7 Kolev · 9 Josifov · 10 Goranov · 11 Rakarov · 12 Panajotov · 13 Manolov · 14 Kirčev · 18 Kovačev · 19 Nikolov · 20 Božkov · CT: Ormandžiev | Bulgaria (bandiera) |

### Pallacanestro
| Atleta | Classifica |
| --- | ---------- |
| V · D · M Nazionale bulgara - Pallacanestro ai Giochi della XVI Olimpiade 3 Pejčinski · 4 Slavov · 5 Mirčev · 6 Radev · 7 Kănev · 8 Mančenko · 9 G. Panov · 10 Totev · 11 Barčovski · 12 L. Panov · 13 Ilov · 14 Savov · All. Ljudmil Katerinski | 5°         |
| Nazionale bulgara - Pallacanestro ai Giochi della XVI Olimpiade |            |
| 3 Pejčinski · 4 Slavov · 5 Mirčev · 6 Radev · 7 Kănev · 8 Mančenko · 9 G. Panov · 10 Totev · 11 Barčovski · 12 L. Panov · 13 Ilov · 14 Savov · All. Ljudmil Katerinski                                                                           |            |